# Túpolev ANT-14
El Túpolev ANT-14 «Pravda» (en ruso: Туполев АНТ-14 "Правда")  fue un monoplano de transporte de pasajeros y medio propagandístico, que servía como avión insignia del escuadrón de propaganda soviético conocido como Máximo Gorki. Se le ha acreditado como el primer avión totalmente metálico de la Unión Soviética construido con una estructura de acero resistente a la corrosión.

## Diseño y desarrollo
El ANT-14 era una versión más grande del ANT-9, con una envergadura de 40,4 m, en comparación con los 23,8 m de envergadura del segundo. Impulsado por cinco motores radiales Gnome-Rhône Jupiter 9AKX de 358 kW (480 hp), era capaz de transportar a tres tripulantes, así como a 36 pasajeros, a una velocidad máxima de 236 km/h. Sin embargo, su velocidad de crucero era de solo 195 km/h. El peso en vacío era de 10 650 kg y el peso máximo de despegue era de 17 146 kg. El ANT-14 tenía un alcance de 900 km y un techo de vuelo de 4220 m. Tenía un tren de aterrizaje fijo de rueda de cola, cuyos elementos principales disponían de dos ruedas (en tándem).

## Historia operacional

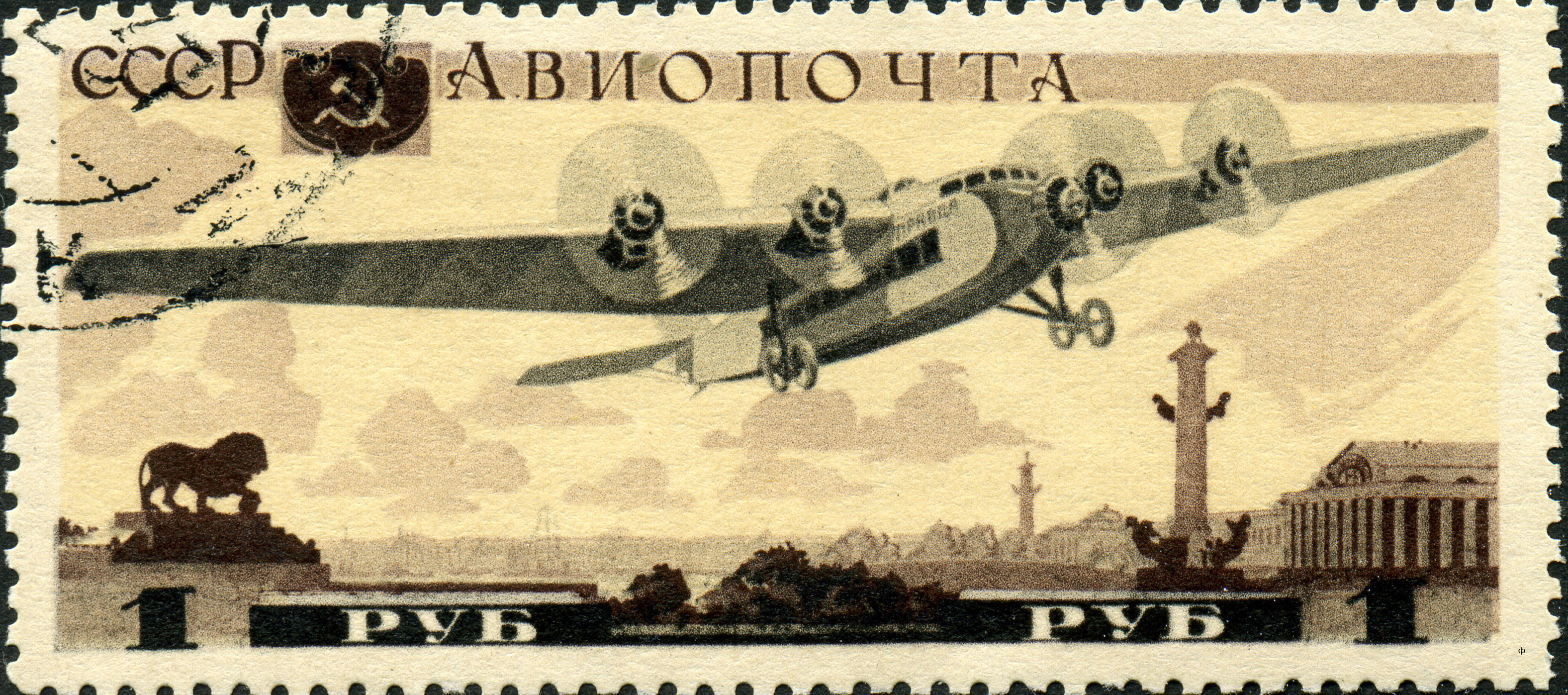
Sello postal soviético de 1937 que muestra al Túpolev ANT-14.

El ANT-14 fue probado por Aeroflot en 1932. Si bien estas pruebas no revelaron problemas con la aeronave, era mucho más grande que cualquier otra aeronave de su flota, y en ese momento no necesitaban un avión con una capacidad para treinta y seis pasajeros, por lo que no se continuó la producción.
El 17 de marzo de 1933, la Unión Soviética estableció un escuadrón aéreo de propaganda, llamado Máximo Gorki en honor del famoso escritor soviético: se le asignó el ANT-14 como su avión insignia, con el nombre de Pravda (Verdad) en honor al periódico soviético del mismo nombre. Se utilizó principalmente para realizar vuelos turísticos sobre Moscú y exhibiciones aéreas, y además realizó vuelos turísticos ocasionales a Járkov y Leningrado (actual San Petersburgo). En 1935 visitó Bucarest para participar en un festival que se estaba celebrando allí en ese momento. En total, a lo largo de su vida útil, el ANT-14 transportó a más de 40 000 pasajeros antes de que fuese retirado del servicio en 1941.

### Accidente de 1935
El 18 de mayo de 1935, el Túpolev ANT-14 despegó, junto a otros tres aviones (un Túpolev ANT-20, un Polikarpov R-5 y un Polikarpov I-5) para realizar un vuelo de demostración sobre Moscú. El objetivo principal de los otros tres aviones que volaban tan cerca era hacer evidente la diferencia de tamaño. El caza I-5 acompañante, pilotado por Nikolái Blagin, había realizado dos maniobras de bucle alrededor del Túpolev ANT-20. En el tercer bucle, chocaron. El ANT-20 se estrelló en un barrio residencial de Moscú, al oeste de la actual estación de metro de Sokol. Cuarenta y cinco personas murieron en el accidente: todos los miembros de la tripulación, los treinta y tres pasajeros y otras nueve personas en tierra.

## Operadores
Unión Soviética
- Fuerza Aérea Soviética

## Especificaciones (ANT-25)
Referencia datos: Illustrated Encyclopedia of Propeller Airliners, Tupolev aircraft since 1922

### Características generales
- Tripulación: Tres
- Capacidad: 36 pasajeros
- Longitud: 26,5 m (86,9 ft)
- Envergadura: 40,4 m (132,5 ft)
- Altura: 5,4 m (17,7 ft)
- Superficie alar: 240 m² (2583,4 ft²)
- Perfil alar: raíz: Tupolev A0 (20%) ; punta: Tupolev A0 (10%)[8]
- Peso vacío: 10 828 kg (23 864,9 lb)
- Peso cargado: 17 530 kg (38 636,1 lb)
- Planta motriz: 5× motor radial de 9 cilindros refrigerado por aire Gnome-Rhône 9Akx Jupiter.
  - Potencia: 358 kW (494 HP; 487 CV) cada uno.
- Hélices: Bipala de madera de paso fijo (más tarde metálicas)
- Diámetro de la hélice: 3,2 m

### Rendimiento
- Velocidad máxima operativa (Vno): 236 km/h (147 MPH; 127 kt) a nivel del mar; 195 km/h a 3000 m (9843 pies)
- Velocidad crucero (Vc): 175 km/h (109 MPH; 94 kt)
- Alcance: 900 km (486 nmi; 559 mi)
- Techo de vuelo: 4220 m (13 845 ft)
- Carga alar: 3000 kg/m² (614,5 lb/ft²)
- Tiempo a altitud: 1000 m (3281 pies) en 4 min, 54 s
- Carrera de despegue: 250 m (820 pies)
- Distancia de aterrizaje: 220 m (722 pies)

## Aeronaves relacionadas

### Desarrollos relacionados
- Túpolev ANT-9

### Secuencias de designación
- Secuencia ANT-_ (interna de Túpolev): ← ANT-11 - ANT-12 - ANT-13 - ANT-14 - ANT-16 - ANT-17 - ANT-18 →

## Biografía
- Duffy, Paul; Kandalov, Andrei (1996). Tuplolev:The Man and His Aircraft. Shrewsbury, UK: Airlife Publishing. ISBN 1-85310-728-X.
- Gunston, Bill (1995). The Osprey Encyclopedia of Russian Aircraft from 1875 – 1995. Londres: Osprey Aerospace. ISBN 1-85532-405-9.